# 帕蒂·杨
帕特里夏·希尔顿 （Patrycja Hilton，1980年3月26日—），艺名帕蒂·杨（Pati Yang），是波兰女创作歌手。1998年出道。

## 作品

### 专辑
- Jaszczurka（1998年10月12日）
- Silent Treatment（2005年10月1日）
- Faith, Hope + Fury（2009年3月27日）
- Wires and Sparks（2011年5月7日）

### EP
- Hold Your Horses（2012年9月17日）